# Eberron
Eberron jest fikcyjnym światem stworzonym przez Keitha Bakera na potrzeby gry fabularnej Dungeons & Dragons.
Świat Eberron wygrał Wizards of the Coast's Fantasy Setting Search – konkurs z 2002 r. na stworzenie nowego settingu do Dungeons and Dragons. Eberron został wybrany z ponad 11000 kandydatów. Świat ten łączy typowe fantasy z elementami "pulp" oraz bardziej mrocznymi przygodami. Charakterystycznymi dla niego elementami są także nietypowe dla światów fantasy technologie takie jak pociągi, statki powietrzne (ang. skyships) oraz mechaniczne twory animowane potęgą magii.
Setting ten jest osadzony w świecie zwanym Eberron, pewien czas po straszliwej wojnie, która przetoczyła się przez kontynent Khorvaire. Celem powstania Eberronu było umożliwienie przeniesienia typowych dla D&D elementów i ras w inny pod względem "klimatu" świat.
Eberron ukazał się oficjalnie w momencie wydania podręcznika głównego Eberron Campaign Setting (z ang. Eberron – Opis Świata) w czerwcu 2004 r. Stworzyli go Keith Baker, Bill Slavicsek i James Wyatt.
W czerwcu 2005 podręcznik Eberron Campaign Setting zdobył nagrodę Origins Award w kategorii Best Roleplaying Game Supplement of 2004 (z ang. Najlepszy Dodatek do Gry Fabularnej roku 2004).

## Znaczące różnice w stosunku do "standardowych" światów D&D
Jedną z największych różnic pomiędzy Eberronem a typowym światem D&D jest poziom magii. Magia wysokopoziomowa, między innymi zaklęcia typu wskrzeszenie, jest mniej powszechna niż w innych settingach. Z drugiej jednak strony, magia niskopoziomowa jest wszechobecna, przede wszystkim dzięki Domom Smoczych Znaków (ang. Dragonmarked Houses). Wiele miast posiada magiczne latarnie wzdłuż swoich ulic. Przebiegająca przez cały kontynent magiczna "linia kolejowa" (ang. lighting rail) zapewnia natomiast bardzo szybki sposób transportu.
Charakter postaci jest bardziej "szary" niż w innych oficjalnych światach. Częściej spotkać można dobrych przedstawicieli ras typowo złych oraz złych przedstawicieli ras typowo dobrych; mimo to standardowe definicje charakteru (w tym dobra i zła) zachowują w Eberronie swoje znaczenie. Często zdarza się, iż pojawiająca się w czasie kampanii sytuacja zmusza postacie o przeciwstawnych charakterach do współpracy. Szpiegostwo dobrych organizacji przez złe postacie (i odwrotnie) jest równie częste.
Religia w świecie Eberron również nie jest sprawą prostą. Panteon tego świata nie pokazuje się śmiertelnikom w sposób tak bezpośredni jak ma to miejsce w innych settingach. Istnienie magii objawień wcale nie świadczy o istnieniu bogów – kapłani, którzy wierzą raczej w konkretny system wartości a nie w danego boga również mogą otrzymywać zaklęcia. Kapłan może nawet aktywnie działać przeciw swemu kościołowi i wciąż będzie mógł rzucać czary. W rezultacie religia jest w olbrzymim stopniu zależna od wiary. W odróżnieniu od wielu innych 3-edycyjnych światów D&D kapłani nie muszą mieć charakteru różnego tylko o jeden stopień od wyznawanego przez nich bóstwa czy religii. Mogą także rzucać zaklęcia, na których użycie w innych światach nie pozwalałby im ich charakter.
Setting dodaje jedną nową podstawową klasę postaci. Jest nią Artificer – swego rodzaju mag, koncentrujący się na tworzeniu magicznych przedmiotów. Posiada on zdolność "infuzji" (ang. infusion), która zastępuje mu możliwość normalnego rzucania zaklęć. Dzięki niej, może on na pewien czas natchnąć dany przedmiot magiczną energią. Przykładowo, zamiast rzucać siłę byka na daną postać gracza, Artificer rzuci to zaklęcia na pas noszony przez postać i stworzy tym samym na krótki czas Pas Siły Byka. Przedstawiciele tej profesji mają także dostęp do puli "punktów rzemiosła" (ang. craft points), które działają jak dodatkowe punkty doświadczenia – artificer może je spożytkować tylko na tworzenie nowych magicznych przedmiotów i dzięki nim nie będzie zostawał w tyle w stosunku do innych graczy, jeśli chodzi o swój poziom doświadczenia. Pula ta jest uzupełniana, gdy Artificer zdobywa nowy poziom lub poprzez wyssanie energii z istniejących już magicznych przedmiotów (proces ten niszczy dany przedmiot).
Eberron przedstawia także jedną nową profesję dla bohaterów niezależnych – jest nią Magewright, czarownik mający dostęp do niektórych niskopoziomowych zaklęć. Istnienie postaci należących do tej klasy jest jedną z przyczyn, dla których niskopoziomowa magia jest tak rozpowszechniona w Eberronie.

## Korzenie i inspiracje
Pomysł na stworzenie Eberronu powstał w głowie Keitha Bakera gdy pracował nad pulpowym MMORPGiem Lost Continents (prace nad nim zostały wstrzymane). Baker starał się połączyć przygody w stylu pulp z klimatem filmów noir oraz klasycznym światem fantasy. Lista pozycji na których wzorowali się twórcy Eberronu z podręcznika Eberron Campaign Setting zawiera:
- Braterstwo wilków
- Casablancę
- Z piekła rodem
- Sokoła maltańskiego
- Mumię
- Imię róży
- Piratów z Karaibów: Klątwa Czarnej Perły
- Poszukiwaczy zaginionej Arki
- Jeźdźca bez głowy

## Produkty Dungeons & Dragons
- Eberron Campaign Setting (czerwiec 2004, ISBN 0-7869-3276-7) jest głównym podręcznikiem, zawierającym opis świata, nowe zasady dotyczące rozgrywki oraz opis kontynentu Khorvaire. Jest niezbędny do korzystania z innych produktów dotyczących Eberronu. Zawiera także przygodę "The Forgotten Forge".

### Dodatki
- Sharn: City of Towers (listopad 2004, ISBN 0-7869-3434-4) opisuje miasto Sharn.
- Races of Eberron (kwiecień 2005, ISBN 0-7869-3658-4) zawiera informacje dotyczące ras typowych dla świata Eberron i koncentruje na rasach unikalnych dla tego świata.
- Five Nations (lipiec 2005, ISBN 0-7869-3690-8) opisuje krainy zwane Five Nations, które dawniej tworzyły królestwo Galifar (Aundair, Breland, Karrnath, Thrane i Mournland – niegdyś Cyre) wraz z ich mieszkańcami.
- Explorer's Handbook (sierpień 2005, ISBN 0-7869-3691-6) pokazuje dodatkowe detale dotyczące kontynentów Eberronu i opisuje główne sposoby przemieszczania się po owych kontynentach jak i między nimi.
- Magic of Eberron (październik 2005, ISBN 0-7869-3696-7) przedstawia magię charakterystyczną dla świata Eberron.
- Deluxe Eberron Dungeon Master’s Screen (lipiec 2005, ISBN 0-7869-3850-1) zawiera informacje które były już w zwykłym Deluxe D&D Dungeon Master's Screen i dodatkowe materiały związane z elementami unikatowymi dla świata Eberron. W komplecie jest także duża mapa kontynentu Khorvaire.
- Deluxe Eberron Player Character Sheets (sierpień 2005, ISBN 0-7869-3849-8) są oparte na D&D Deluxe Player Character Sheets, zawierają także kartę postaci dla nowej klasy postaci, która pojawia się w settingu.
- Player's Guide to Eberron (styczeń 2006, ISBN 0-7869-3912-5) opisuje wszystkie najważniejsze tematy, które powinna znać postać pochodząca ze świata Eberronu – począwszy od krainy Aerenal po Zilargo, od polityki Domów Smoczych Znaków po informacje o Ostatniej Wojnie, od smoków po Władców Pyłu (ang. Lords of Dust). Podręcznik nie ujawnia jednak informacji przeznaczonych tylko dla Mistrza Gry.
- Secrets of Xen'drik (lipiec 2006, ISBN 0-7869-3916-8) to pierwszy dodatek opisujący dokładnie kontynent Xen'drik, znajdujący się na południe od Khorvaire'u.
- Faiths of Eberron (wrzesień 2006, ISBN 0-7869-3934-6) przedstawia dokładny opis wszystkich większych religii Eberronu – między innymi wrogie w stosunku do siebie Sovereign Host i Dark Six, młodą religię Silver Flame i tajemniczą Blood of Vol.
- Dragonmarked (listopad 2006, ISBN 0-7869-3933-8) to spojrzenie na trzynaście Domów Smoczych Znaków obecnych w świecie Eberron.
- Secrets of Sarlona (luty 2007, ISBN 0-7869-4037-9) po raz pierwszy opisuje kontynent Sarlona.
- The Forge of War (czerwiec 2007, ISBN 0-7869-4153-7) odkrywa sekrety Ostatniej Wojny i dodaje nowe opcje dla postaci, które w owej wojnie brały udział.
- Dragons of Eberron (zostanie wydany w październiku 2007, ISBN 978-0-7869-4154-4) będzie opisywał Smocze Proroctwo (ang. Draconic Prophecy) i organizacje w których ważną rolę odgrywają smoki. Przedstawi także kontynent Argonnessen – dom smoków.
- City of Stormreach (zostanie wydany w lutym 2008, ISBN 978-0-7869-4803-1)
- Eberron Survival Guide (zostanie wydany w marcu 2008) będzie to ilustrowany przewodnik po świecie Eberron. Ma mieć 64 strony.

### Przygody
- Shadows of the Last War adventure (lipiec 2004, ISBN 0-7869-3276-7) Przygoda ta została napisana jako kontynuacja przygody "The Forgotten Forge" z głównego podręcznika, można ją jednak prowadzić niezależnie.
- Whispers of the Vampire's Blade adventure (wrzesień 2004, ISBN 0-7869-3510-3) Przygoda zaprojektowana dla 4-poziomowych postaci pozwala przemierzyć im kontynent Khorvaire w trakcie wypełnionych akcją lądowych i podniebnych podróży.
- Grasp of the Emerald Claw adventure (styczeń 2005, ISBN 0-7869-3652-5) Stworzona jako sequel Shadows of the Last War przygoda, którą można jednak prowadzić niezależnie.
- Voyage of the Golden Dragon adventure (kwiecień 2006, ISBN 0-7869-3907-9) Przygoda typu stand-alone wplątująca graczy w wydarzenia związane z pierwszym lotem potężnego statku powietrznego. Zawiera dodatkowe informacje pozwalające powiązać ją z poprzednimi przygodami.
- Eyes of the Lich Queen (kwiecień 2007) Przygoda dla 5-poziomowych postaci, zaprojektowana by przenieść ich na poziom 10. Gracze znają w niej między innymi smoki, organizację Blood of Vol oraz klątwę związaną ze Smoczym Proroctwem.

## Powieści

### Antologie
- Tales of the Last War (pod redakcją Marka Sehestedta, kwiecień 2006, ISBN 0-7869-3986-9)
- Dragons: Worlds Afire (R.A. Salvatore, Margaret Weis i Tracy Hickman, Keith Baker oraz Scott McGough, czerwiec 2006, ISBN 0-7869-4166-9) Antologia zawierająca po jednym opowiadaniu ze światów Eberron, Zapomnianych Krain, Dragonlance oraz Magic: The Gathering.

### The Dreaming Dark
1. The City of Towers (Keith Baker, luty 2005, ISBN 0-7869-3584-7)
2. The Shattered Land (Keith Baker, luty 2006, ISBN 0-7869-3821-8)
3. The Gates of Night (Keith Baker, listopad 2006, ISBN 0-7869-4013-1)

### The Lost Mark
1. Marked for Death (Matt Forbeck, marzec 2005, ISBN 0-7869-3610-X)
2. Road to Death (Matt Forbeck, styczeń 2006, ISBN 0-7869-3987-7)
3. Queen of Death (Matt Forbeck, październik 2006, ISBN 0-7869-4012-3)

### The War-Torn
1. The Crimson Talisman (Adrian Cole, maj 2005, ISBN 0-7869-3739-4)
2. The Orb of Xoriat (Edward Bolme, październik 2005, ISBN 0-7869-3819-6)
3. In the Claws of the Tiger (James Wyatt, lipiec 2006, ISBN 0-7869-4015-8)
4. Blood and Honor (Graeme Davis, wrzesień 2006, ISBN 0-7869-4069-7)

### The Dragon Below
1. The Binding Stone (Don Bassingthwaite, sierpień 2005, ISBN 0-7869-3784-X)
2. The Grieving Tree (Don Bassingthwaite, marzec 2006, ISBN 0-7869-3985-0)
3. The Killing Song (Don Bassingthwaite, grudzień 2006, ISBN 0-7869-4243-6)

### The Blade of the Flame
1. Thieves of Blood (Tim Waggoner, maj 2006, ISBN 0-7869-4005-0)
2. Forge of the Mindslayers (Tim Waggoner, marzec 2007, ISBN 0-7869-4313-0)
3. Sea of Death (Tim Waggoner, zostanie wydana w lutym 2008, ISBN 978-0-7869-4791-1)

### Heirs of Ash
1. Voyage of the Mourning Dawn (Rich Wulf, czerwiec 2006, ISBN 0-7869-4006-9)
2. Flight of the Dying Sun (Rich Wulf, luty 2007, ISBN 0-7869-4316-5)
3. Rise of the Seventh Moon (Rich Wulf, zostanie wydana w październiku 2007, ISBN 0-7869-4342-4)

### The Inquisitives
1. Bound by Iron (Edward Bolme, kwiecień 2007, ISBN 978-0-7869-4264-0)
2. Night of the Long Shadows (Paul Crilley, maj 2007, ISBN 978-0-7869-4270-1)
3. Legacy of Wolves (Marsheila Rockwell, lipiec 2007, ISBN 978-0-7869-4293-0)
4. The Darkwood Mask  (Jeff LaSala, zostanie wydana w marcu 2008, ISBN 978-0-7869-4970-0)

### The Lanternlight Files
1. The Left Hand of Death (Parker De Wolf, lipiec 2007, ISBN 978-0-7869-4713-3)
2. When Night Falls (Parker De Wolf, zostanie wydana w lipcu 2008)
3. Death Comes Easy (Parker De Wolf, zostanie wydana w grudniu 2008)

### The Draconic Prophecies
1. Storm Dragon (James Wyatt, twarda oprawka sierpień 2007 ISBN 978-0-7869-4710-2, w miękkiej okładce zostanie wydana w maju 2008, ISBN 978-0-7869-4854-3)
2. Forge Dragon (James Wyatt, twarda okładka, zostanie wydana w czerwcu 2008)
3. Dragon War (James Wyatt, twarda okładka, data wydania nieznana)

### Legacy of Dhakaan
1. The Doom of Kings (Don Bassingthwaite, zostanie wydana w sierpniu 2008)

### Nieznany tytuł
1. Nieznany tytuł (Keith Baker, zostanie wydana w 2008)

### Nieznany tytuł (trylogia)
1. Nieznany tytuł (Edward Bolme, zostanie wydana w lutym 2009)

## Komiksy
- Eberron: Eye of the Wolf (autor: Keith Baker, grafik: Chris Lie, czerwiec 2006)

## Gry komputerowe
- Dragonshard (wrzesień 2005) – strategiczna gra czasu rzeczywistego.
- Dungeons & Dragons Online (luty 2006) – gra MMORPG.